# Квітмен (Джорджія)
Квітмен (англ. Quitman) — місто (англ. city) в США, в окрузі Брукс штату Джорджія. Населення — 4064 особи (2020).

## Географія
Квітмен розташований за координатами 30°47′4″ пн. ш. 83°33′38″ зх. д. / 30.78444° пн. ш. 83.56056° зх. д. (30.784582, -83.560537).  За даними Бюро перепису населення США в 2010 році місто мало площу 10,74 км², з яких 10,69 км² — суходіл та 0,05 км² — водойми.

### Клімат
| Клімат : Квітмен      | Клімат : Квітмен | Клімат : Квітмен | Клімат : Квітмен | Клімат : Квітмен | Клімат : Квітмен | Клімат : Квітмен | Клімат : Квітмен | Клімат : Квітмен | Клімат : Квітмен | Клімат : Квітмен | Клімат : Квітмен | Клімат : Квітмен | Клімат : Квітмен |
| Показник              | Січ.             | Лют.             | Бер.             | Квіт.            | Трав.            | Черв.            | Лип.             | Серп.            | Вер.             | Жовт.            | Лист.            | Груд.            | Рік              |
| Середній максимум, °C | 17,8             | 19,4             | 22,8             | 26,7             | 30,6             | 32,8             | 33,3             | 32,8             | 31,1             | 27,2             | 22,8             | 18,3             | 26,1             |
| Середній мінімум, °C  | 4,4              | 5,6              | 8,9              | 12,2             | 16,1             | 20,0             | 21,1             | 21,1             | 18,9             | 13,3             | 7,8              | 4,4              | 12,8             |
| Норма опадів, мм      | 104              | 112              | 117              | 91               | 89               | 145              | 175              | 152              | 117              | 64               | 64               | 94               | 1318             |
| --------------------- | ---------------- | ---------------- | ---------------- | ---------------- | ---------------- | ---------------- | ---------------- | ---------------- | ---------------- | ---------------- | ---------------- | ---------------- | ---------------- |
| Джерело: Weatherbase  |                  |                  |                  |                  |                  |                  |                  |                  |                  |                  |                  |                  |                  |

## Демографія
Згідно з переписом 2010 року, у місті мешкало 3850 осіб у 1495 домогосподарствах у складі 966 родин. Густота населення становила 358 осіб/км².  Було 1916 помешкань (178/км²).
Расовий склад населення:
| - 68,1 % — чорних або афроамериканців - 27,0 % — білих - 0,3 % — азіатів - 0,2 % — корінних американців - 0,1 % — вихідців з тихоокеанських островів - 2,9 % — осіб інших рас |

До двох чи більше рас належало 1,4 %. Частка іспаномовних становила 5,7 % від усіх жителів.
За віковим діапазоном населення розподілялося таким чином: 26,9 % — особи молодші 18 років, 57,3 % — особи у віці 18—64 років, 15,8 % — особи у віці 65 років та старші. Медіана віку мешканця становила 36,1 року. На 100 осіб жіночої статі у місті припадало 88,0 чоловіків;  на 100 жінок у віці від 18 років та старших — 81,2 чоловіків також старших 18 років.
Середній дохід на одне домашнє господарство  становив 34 085 доларів США (медіана — 22 260), а середній дохід на одну сім'ю — 42 466 доларів (медіана — 30 520). За межею бідності перебувало 38,8 % осіб, у тому числі 54,2 % дітей у віці до 18 років та 27,8 % осіб у віці 65 років та старших.
Цивільне працевлаштоване населення становило 962 особи. Основні галузі зайнятості: освіта, охорона здоров'я та соціальна допомога — 33,1 %, роздрібна торгівля — 12,9 %, публічна адміністрація — 11,7 %, виробництво — 11,0 %.